# Heinrich Christian Albers
Heinrich Christian Albers (* 27. Juli 1773 in Lüneburg; † 6. Januar 1833 ebenda) war ein deutscher Kartograph.

## Leben und Wirken
Heinrich Christian Albers war ein Sohn des Stadtkämmerers und Kaufmanns Justus Heinrich Albers. Er beschäftigte sich zunächst mit mathematischen und naturwissenschaftlichen Studien und übernahm im Jahr 1811 das Geschäft seines Vaters. Vermutlich im Rahmen von Kartierungen Ostindiens begründete er die nach ihm benannte Albers-Kegelprojektion, die methodisch deutlich besser war als die 1758 von Patrick Murdoch geschaffene Darstellungsweise.
Albers wandte seine Darstellungsform zunächst offensichtlich nur selbst an. Erst Christian Gottlieb Reichard griff sie 1817 bei einer Darstellung Europas wieder auf. Danach übernahm erst Heinrich Hartl gegen Ende des 19. Jahrhunderts erneut diese Methode.